# Maria Rita Colaço Chiappe Cadet
Maria Rita Colaço Chiappe Cadet (?- 5 de dezembro 1885, Lisboa) foi uma poeta, contista, romancista, e dramaturga portuguesa. Foi também professora e responsável pela livraria Lallemant (Lisboa). 

## Biografia
Do seu nascimento apenas se sabe que ocorreu no Alentejo, circa 1836. Foi exposta na Roda da Santa Casa de Lisboa, e aí foi batizada.  
A sua infância foi passada a cargo de Barnabé Martins de Pancorvo e Maria Madalena Chiappe Colaço - que se crê a terem adotado. Foi discípula de António Feliciano de Castilho. A partir dos 15 anos começou a publicar poesia regularmente. 
Mais tarde, foi professora primária e lecionou francês. A partir de 1855, dirige um colégio feminino, em Lisboa.  
Deixa de exercer ao casar-se com José Baptista dos Santos Cadet, a 31 de outubro de 1857, em Lisboa.  
Em 1870, reune os seus poemas dispersos e publica Versos. Dedica-os a D. Joana Gil Bórgia de Macedo e Menezes, Viscondessa da Ribeira Brava. Esteve na Madeira entre 1870 e 1875, onde conviveu com a Viscondessa das Nogueiras e com os Viscondes da Ribeira Brava, aos quais dedicou inúmeras obras. Em 1875, publica a antologia Sorrisos e Lágrimas: poesias. 
De regresso a Lisboa, assume a posição de gerente da editora e livraria Marie Françoise Lallemant et Frères. Em 1880, publica o livro Flores da Infância, Contos e Poesias Morais dedicados a Mocidade Portuguesa - que será usada nas escolas brasileiras e portuguesas. 

## Obras[3]
- Hymno de S.M. El Rei D. Luiz I : composto para a sua acclamação poesia de D. Maria Rita Chiappe Cadet ; musica de Manoel Innocencio Liberato dos Santos, mestre de sua Magestade, Lisboa, Sassetti & Cia, 1862
- Versos Lisboa, Typographia de Castro Irmão, 1870
- Sorrisos e Lágrimas. Poesias de D. Maria Rita Chiappe Cadet, Lisboa, Typ. Lallemant Frères, 1875
- Flores da Infância. Contos e Poesias Moraes dedicados a Mocidade Portuguesa, Lisboa, Typ. de Marie Françoise Lallemant, 1880
- Contos de mamã, Lisboa, Livraria Editora Marie Françoise Lallemant, 1883
- A Mascarada Infantil (comédia em um acto), Lisboa, Livraria Editora Marie Françoise Lallemant, 1883
- Caprichos do Luizinho, Lisboa, Livraria Editora Marie Françoise Lallemant, 1883
- A Boneca (comédia em um acto), Lisboa, Livraria Editora Marie Françoise Lallemant, 1884
- O Último dia de Férias, Lisboa, Livraria Editora Marie Françoise Lallemant, 1884
- As Fadas Improvisadas, Lisboa, Livraria Editora Marie Françoise Lallemant, 1884
- O lunch na Quinta (comédia em um acto), Lisboa, Livraria Editora Marie Françoise Lallemant, 1884
- O Primeiro Baile (monólogo em um acto), Lisboa, Livraria Editora Marie Françoise Lallemant, 1884
- O Segredo de Helena (monólogo em verso), Lisboa, Livraria Editora Marie Françoise Lallemant, 1884
- A Preguiça e a Mentira (comédia em um acto), Lisboa, Livraria Editora Marie Françoise Lallemant, 1885
- "A Estrella (Poema em oitavas)" Almanaque de Lembranças Luso Brasileiro para o anno de 1861 com 428 artigos e 94 gravuras por Alexandre Magno de Castilho, Lisboa, Typographia Franco-Portugueza, 1860, pp. 218-219.
- "O Anjo da Charidade" Archivo Pitoresco, 1861, pp. 244-245; 250-251; 262-264; 361-364